# B&T MP9
Die B&T MP9 ist eine modernisierte Version der TMP-Maschinenpistole, die vom Schweizer Rüstungsunternehmen B&T in Thun hergestellt wird.

## Geschichte
Die B&T MP9 wurde von 1992 bis 2001 als verbesserte Version der TMP von B&T in Lizenz produziert. Steyr Mannlicher hatte die TMP entwickelt, die Produktion jedoch 2001 eingestellt. B&T kaufte daraufhin von Steyr-Mannlicher alle Patente, Konzeptzeichnungen und Rechte des TMP-Designs und produziert seitdem die B&T MP9 in Eigenregie.
B&T überarbeitete das komplette Konzept, um es modernisiert wieder als „MP9“ (Maschinenpistole 9 Millimeter) auf den Markt zu bringen und die Lücke zwischen Reihenfeuerpistolen wie der Beretta 93R bzw. Glock 18 und herkömmlichen Maschinenpistolen wie der HK MP5 zu füllen.
Die MP9 besitzt gegenüber ihrer Vorgängerin TMP eine eingebaute Picatinny-Schiene und eine einklappbare Schulterstütze.